# CineSesc
O CineSesc é uma sala de cinema brasileira localizada em São Paulo.

## História
Foi inaugurado como "cine Orly" em 20 de novembro de 1969, tendo como propósito ser um "cinema de arte", mas encerrou suas atividades com poucos anos de existência. Foi reaberto em 1º de maio de 1975 com o nome de "Cinema 1" pelo exibidor Alberto Shatowsky, programador da rede homônima que fazia sucesso no Rio de Janeiro à época.
Fechada novamente, a sala de exibição foi adquirida pelo Serviço Social do Comércio, reformada e reinaugurada com o nome de CineSesc em setembro de 1979. Inicialmente, tinha capacidade para receber 448 espectadores, mas após sucessivas reformas, o número de assentos reduziu-se a 279.
Desde então, o cinema tem dedicado sua programação a exibir "filmes de arte" e mostras especiais, além de integrar grandes eventos cinematográficos da cidade como a Mostra Internacional de Cinema de São Paulo.
Uma de suas principais características é possuir um bar na área interna da sala de exibição.